# Bhalayakharka
Bhalayakharka – gaun wikas samiti w zachodniej części Nepalu w strefie Gandaki w dystrykcie Lamjung. Według nepalskiego spisu powszechnego z 2001 roku liczył on 580 gospodarstw domowych i 2771 mieszkańców (1456 kobiet i 1315 mężczyzn).